# Fatehpur Sikri
Fatehpur Sikri fue una ciudad erigida por el emperador mogol Akbar entre 1571 y 1585, en el noroeste de India, en el distrito de Agra, a unos 35 km de esta capital, en el estado de Uttar Pradesh.
Construida en honor del santo sufi Salin Chishti fue la capital del imperio mogol durante 14 años, formando un bello ejemplo de la ciudad amurallada mogol, con grandes zonas públicas y privadas. Se cree tuvo que ser abandonada, al parecer, por falta de agua y resultando saqueada y robados muchos de sus tesoros. Conserva aún su magnífica arquitectura mezcla de los estilos hindú e islámico.
Se pueden diferenciar dos zonas:
- La civil, donde se encuentra los palacios y salas de audiencias, y donde destacan los siguientes edificios:

- Diwan-i-Aam,  magnífico pabellón en un amplio patio que se utilizaba para las audiencias públicas del emperador;
- Diwan-i-Khas, o pabellón de las audiencias privadas. Destaca el eje central sobre soportes esculpidos;
- el Panch Mahal: un palacio-pabellón abierto de cinco alturas que domina el patio Pachisi, donde se cree que las reinas de Akbar y sus sirvientas se reunían para jugar al "parchís", de donde le viene el nombre;
- Haramsara, complejo residencial de las esposas y concubinas, caracterizado por un gran patio rectangular y en el lado oriental hay un templo hindú;
- Haramsara inferior, alrededor de un patio alargado, con unas anillas de piedras que se cree servían para fijar cortinas y separar los apartamentos de cada una de las 200 sirvientas que llegaron a vivir;
- Casa de Birbal, donde vivía uno de los principales ministros de Akbar. Paredes y techos bellamente labrados;
- Casa de la Sultana Turca, donde los elaborados paneles del zócalo y las paredes bellamente talladas en piedra hace que la arenisca parezca un bello encaje en madera.

- La religiosa, donde además de la gran mezquita Jami Masjid, destacan:

- la gran puerta Buland Darwaza, de 54 m de altura, que fue construida por Akbar tras la conquista de Guyarat en 1573 y sirvió de inspiración para otras posteriores;
- la tumba de Sheikh Salim Chishti exquisita construcción en mármol blanco y celosías como bordados que rodean la tumba del santo;
- la Badshahi Darwaza, puerta real por donde subía el emperador para entrar directamente en la mezquita.

## Galería de imágenes

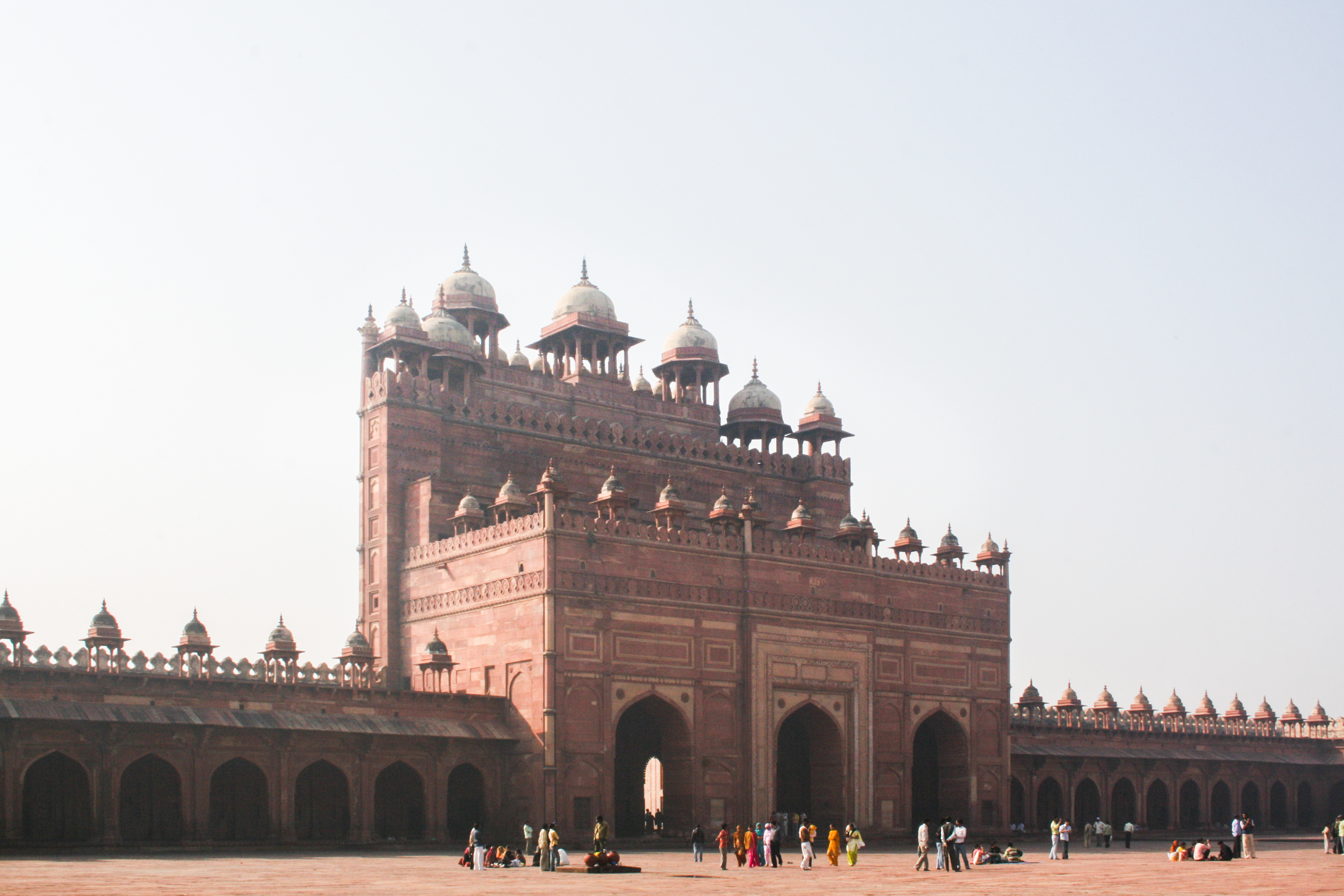
Jama Masjid, Sikri.
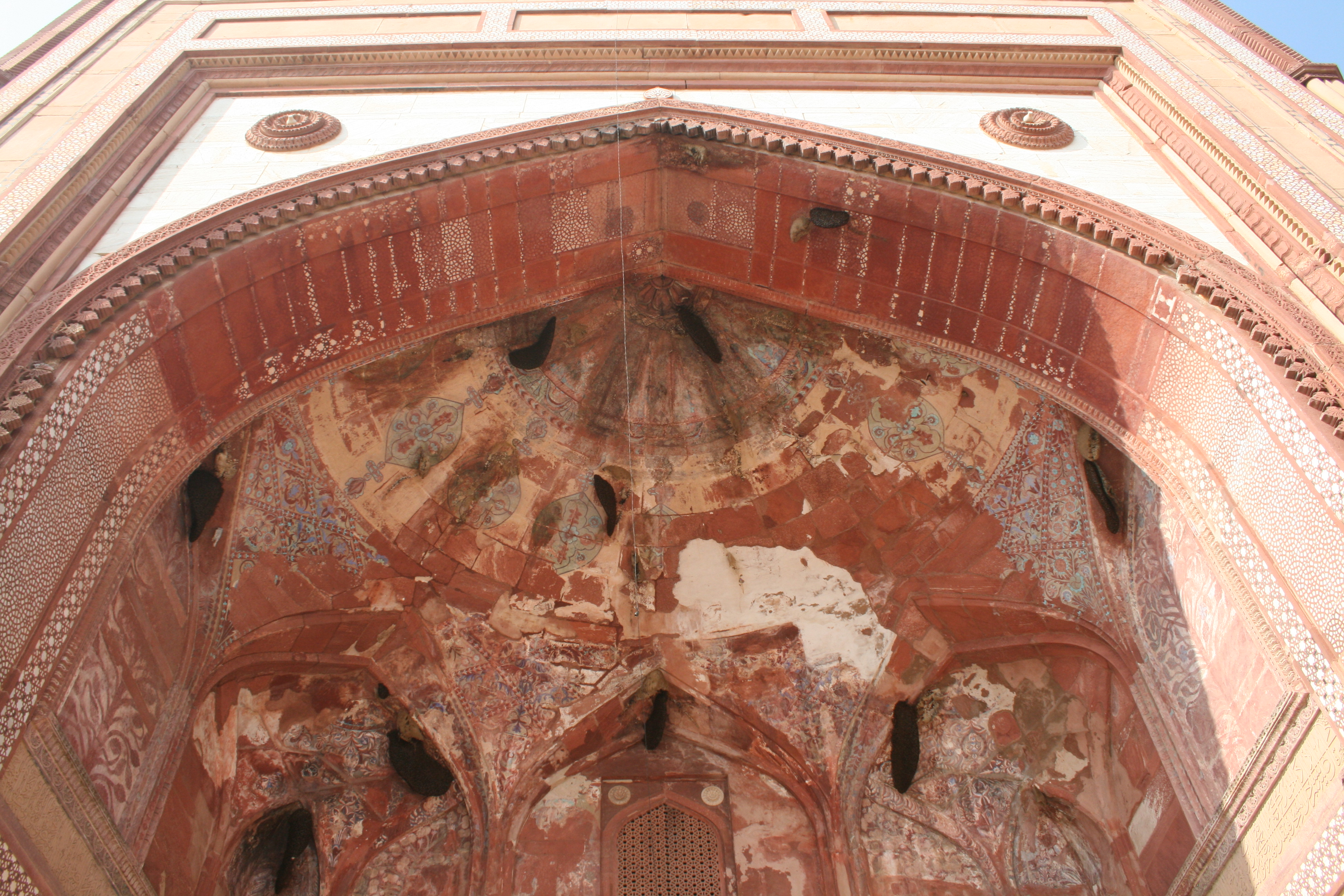
Jama Masjid, Sikri.
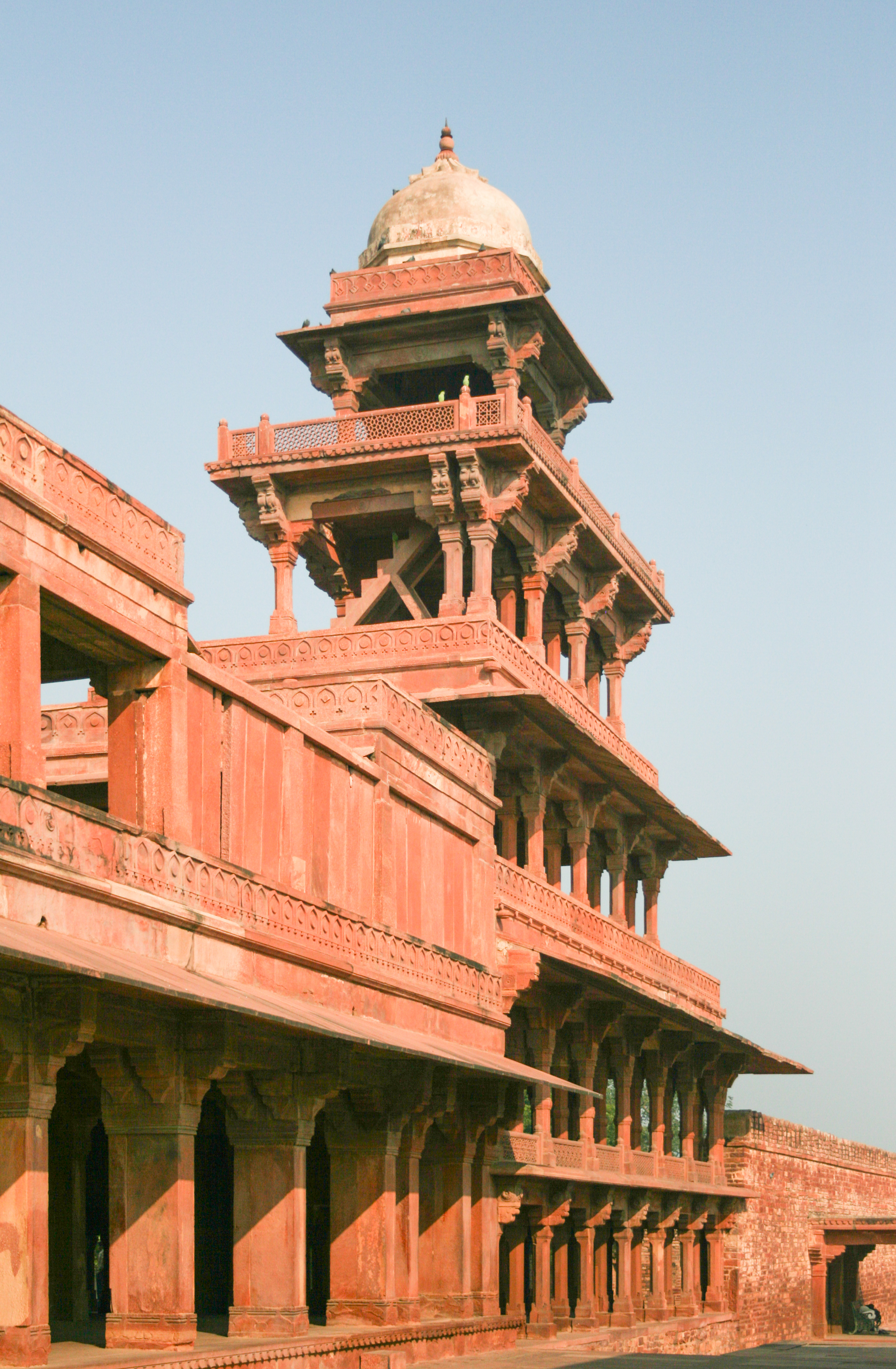
Exterior de Panch Mahal, Fatehpur.
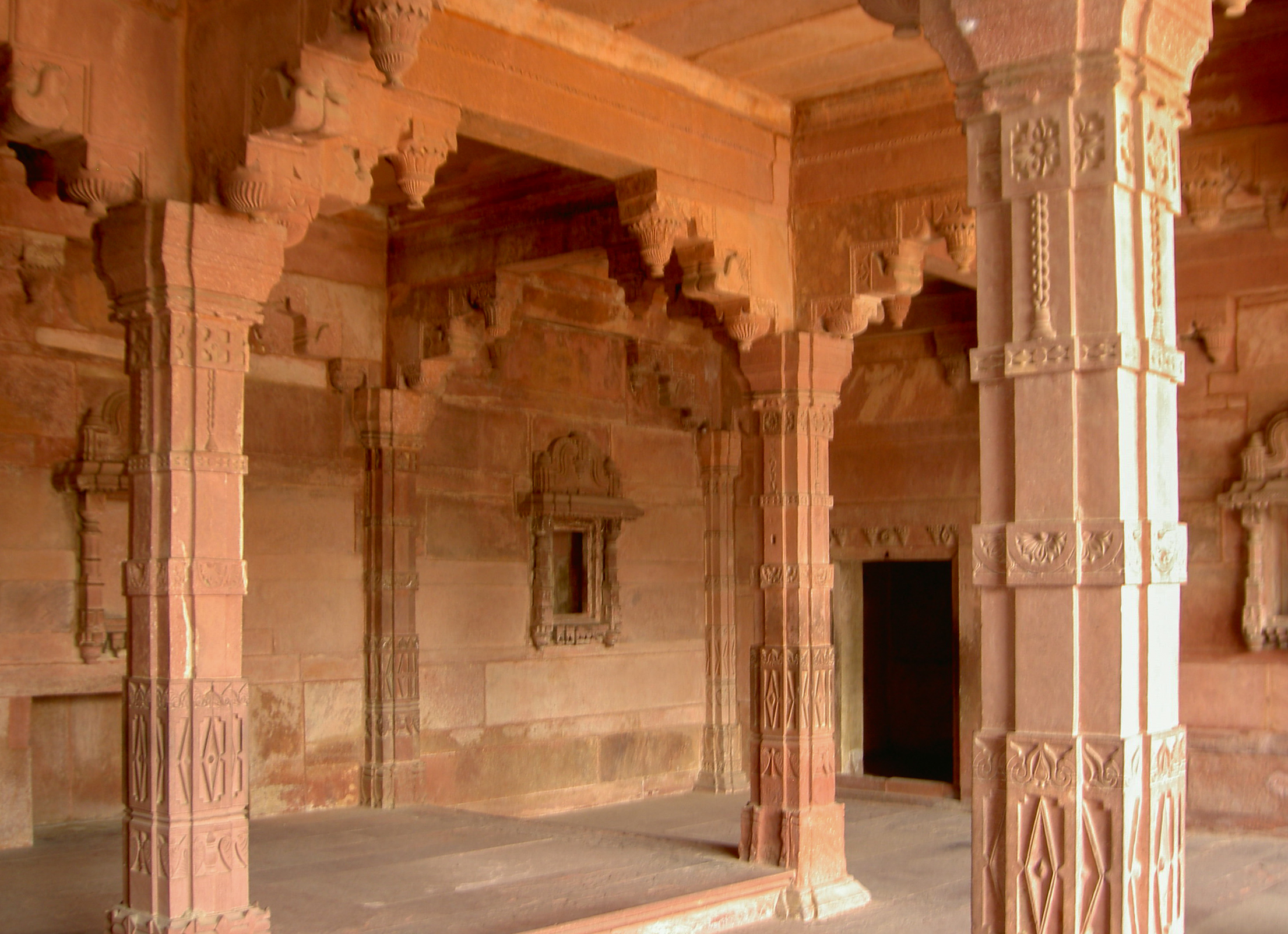
Interior de Panch Mahal, Fatehpur.
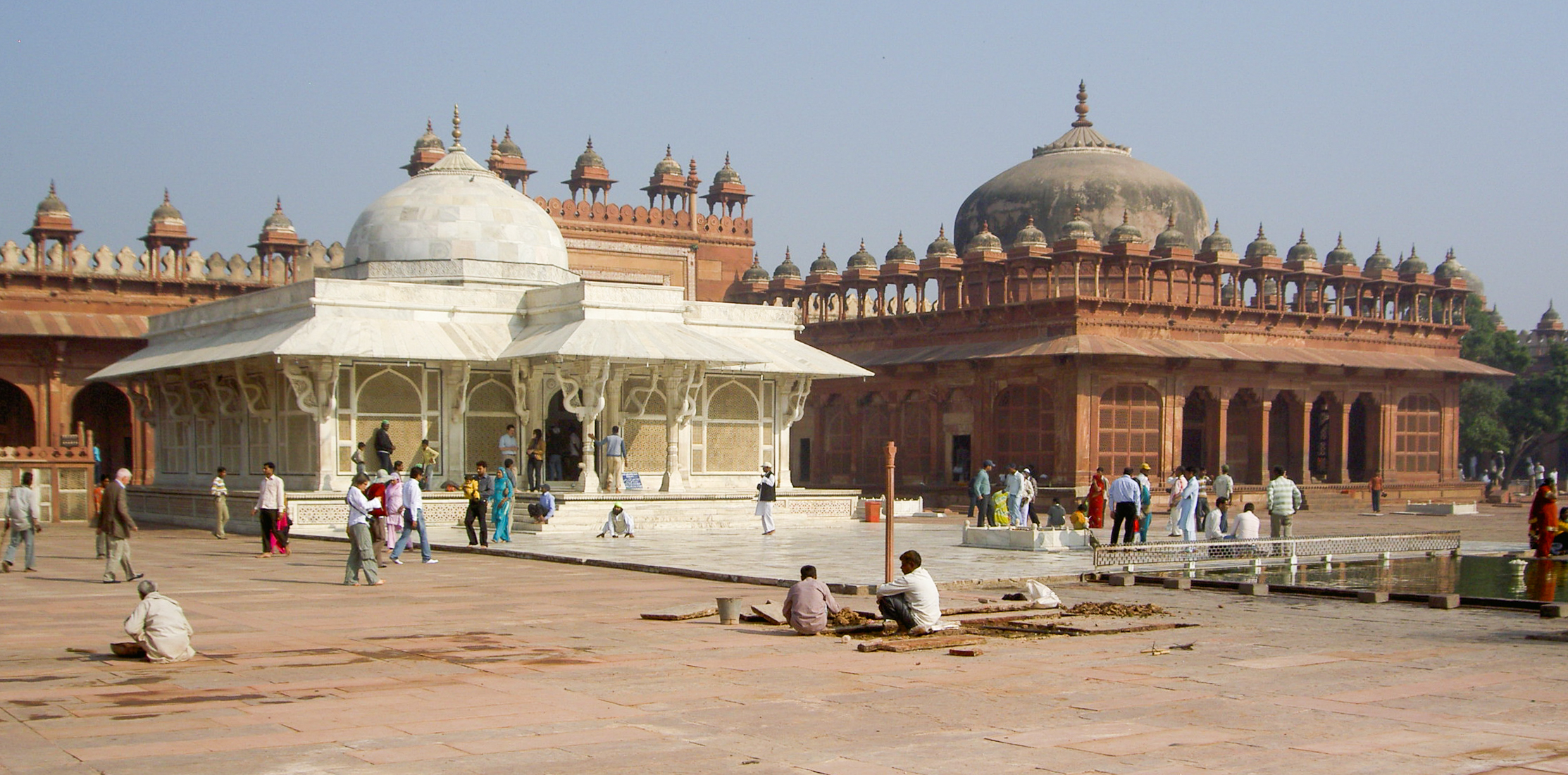
Tumba de Salim Chisti, Sikri.
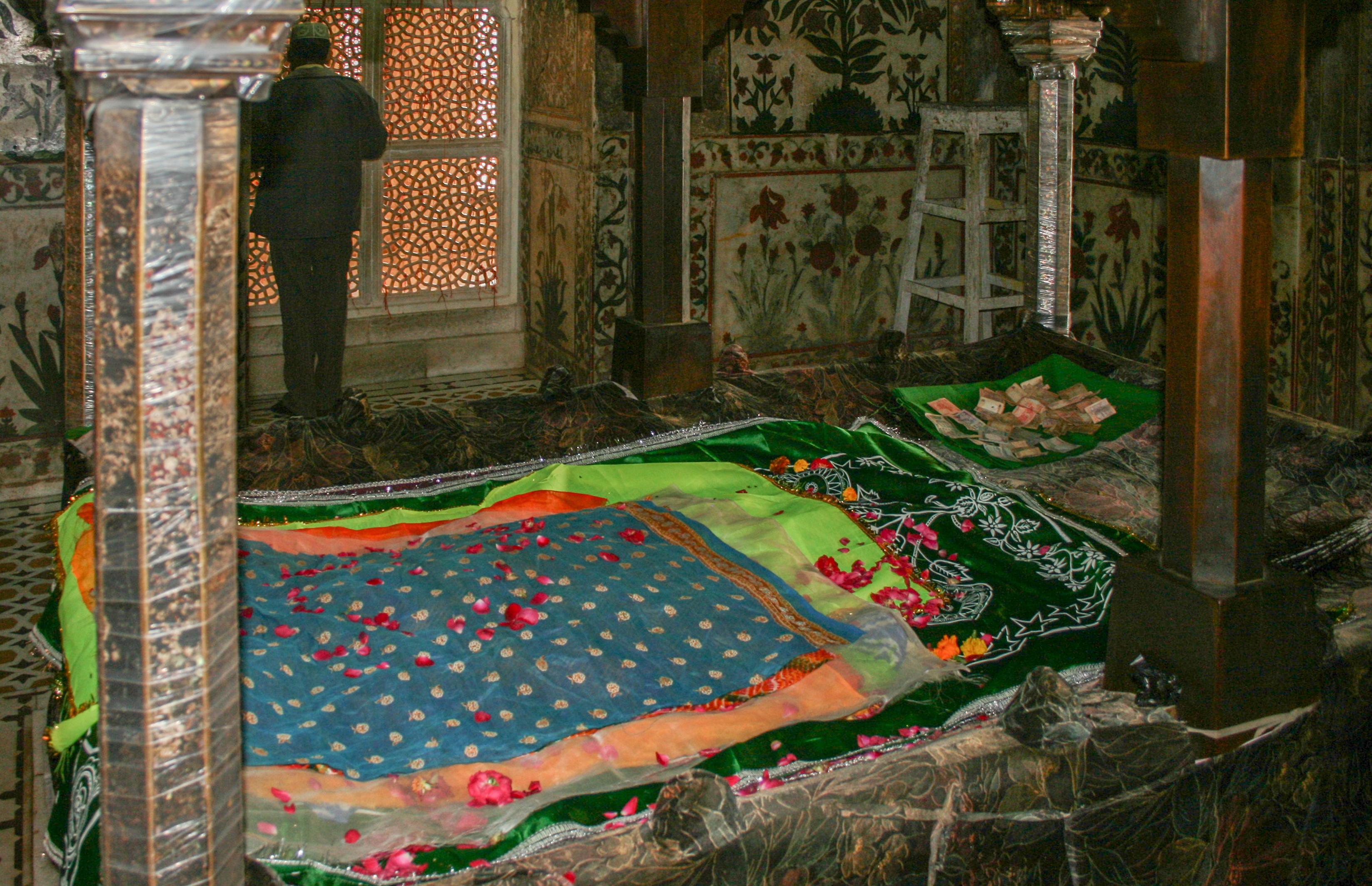
Tumba de Salim Chisti, Sikri.
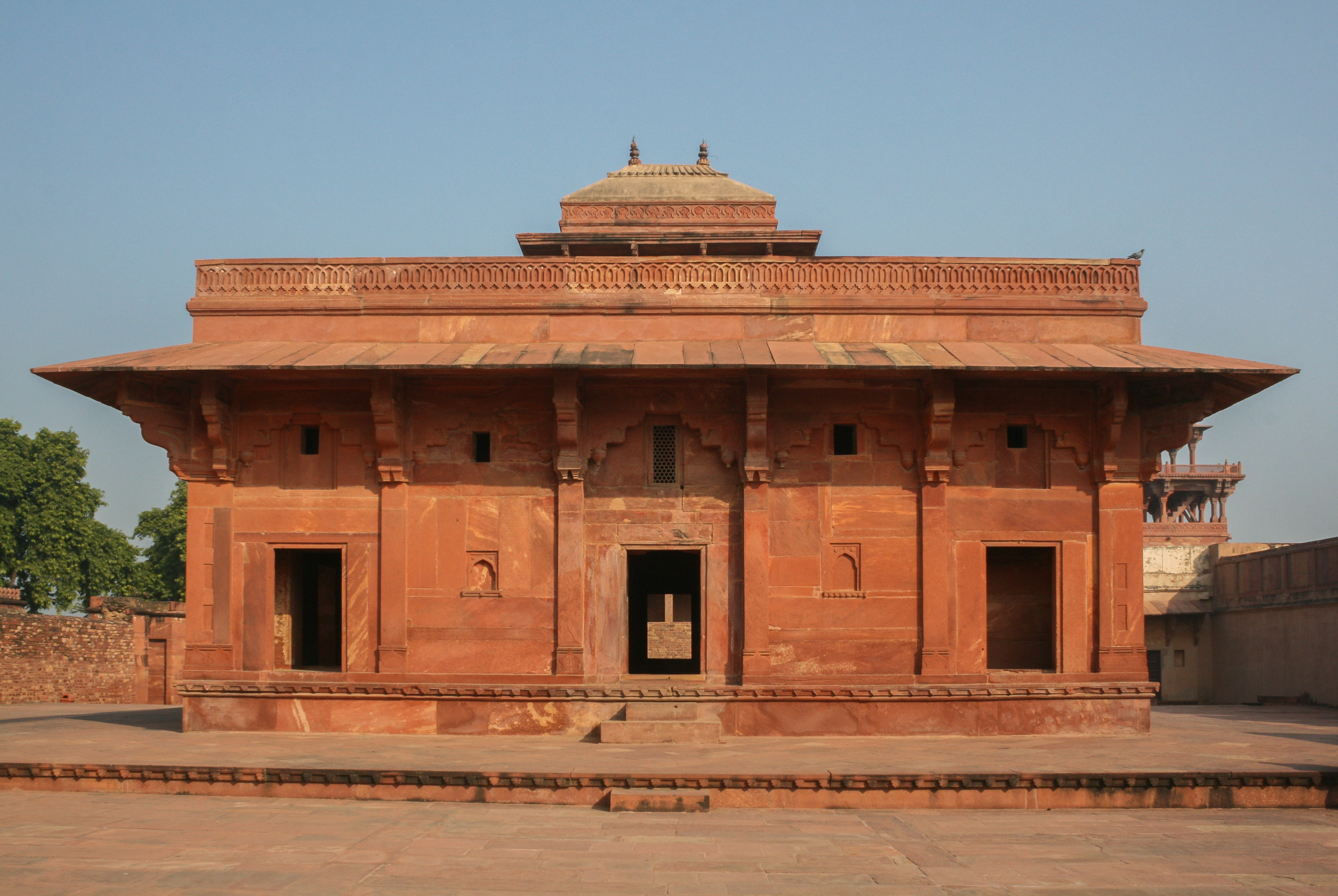
Mariam Ki Kothi.
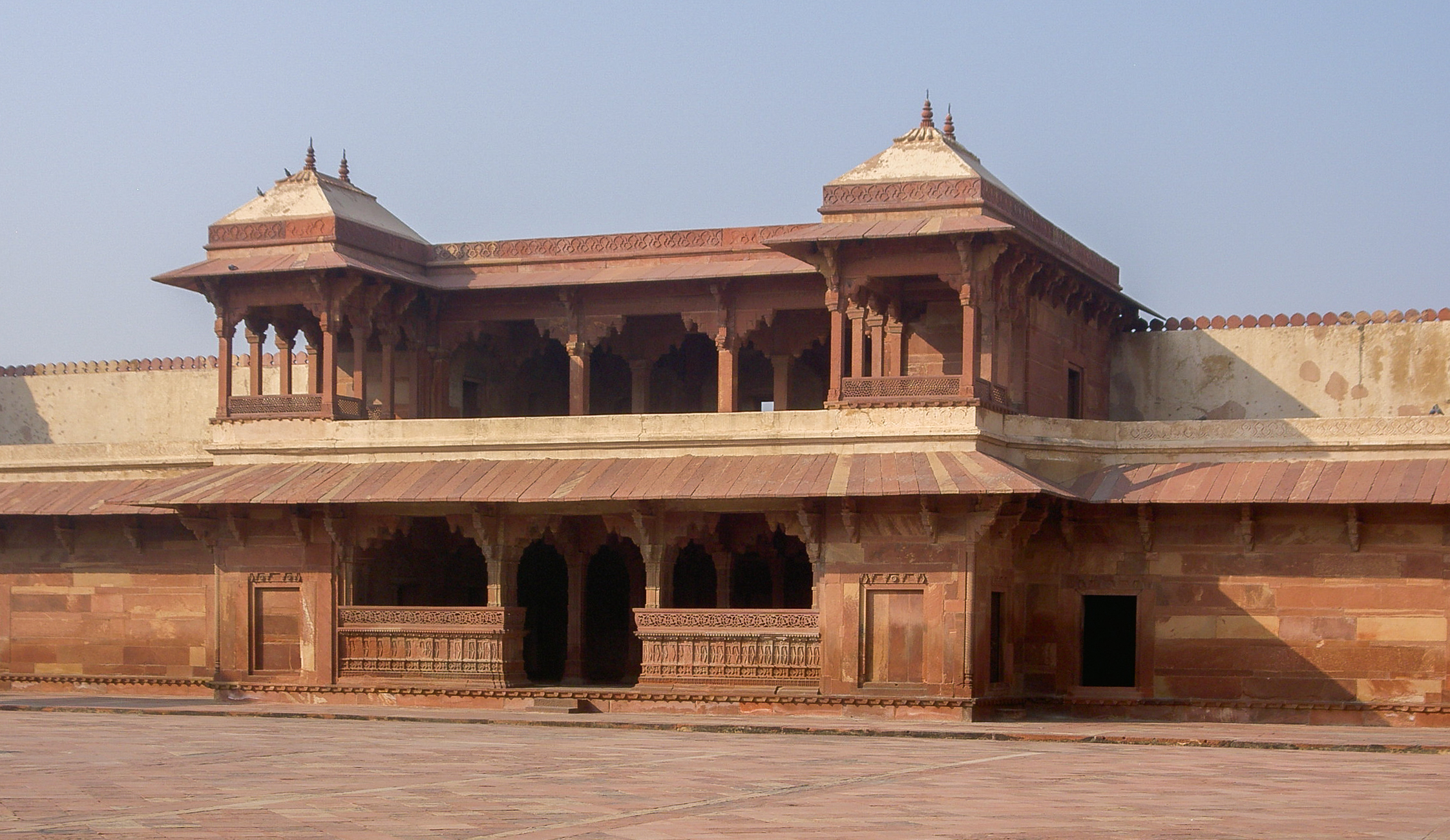
Shabistan-i Iqbal.
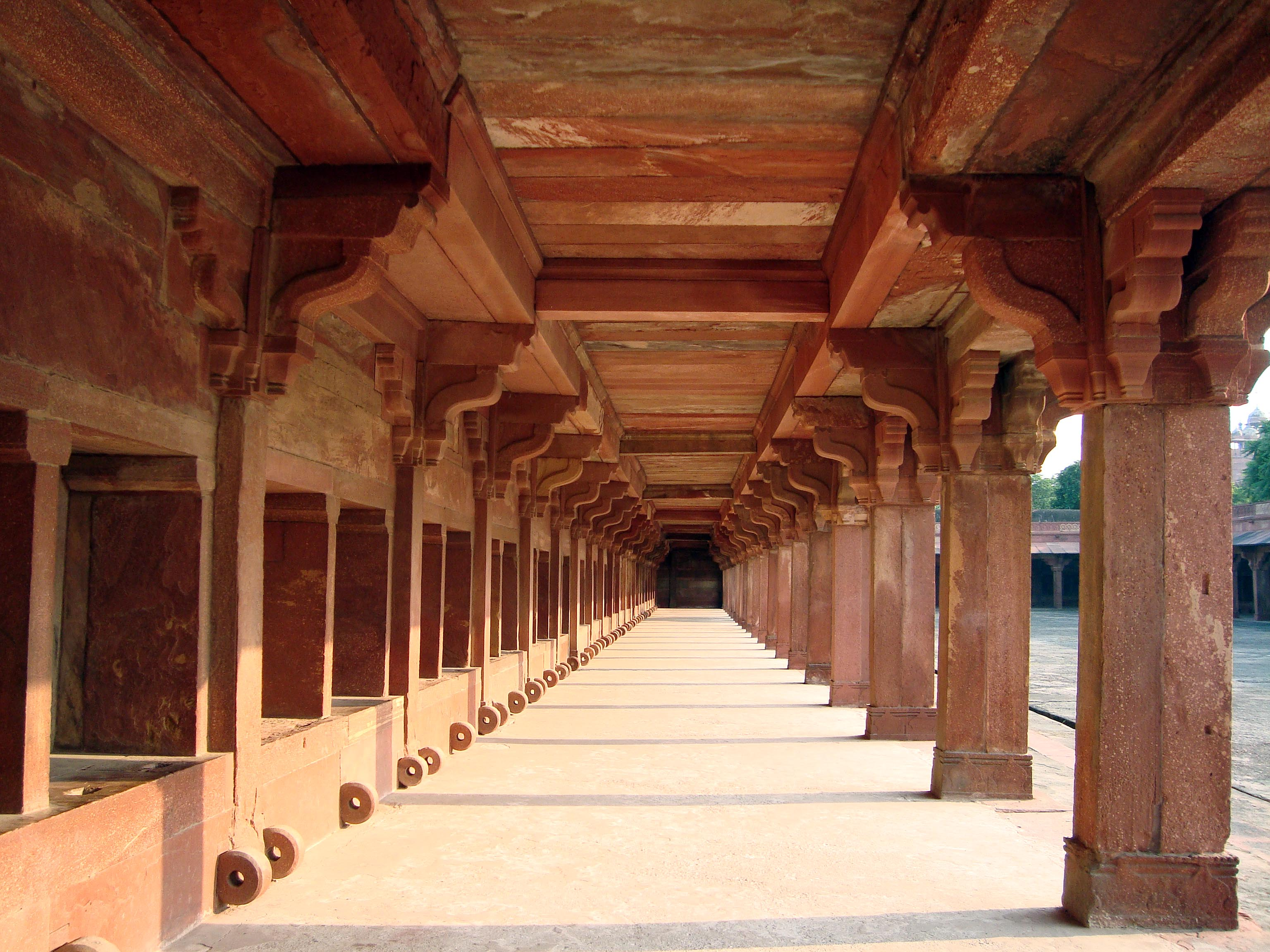
Haramsara Inferior.
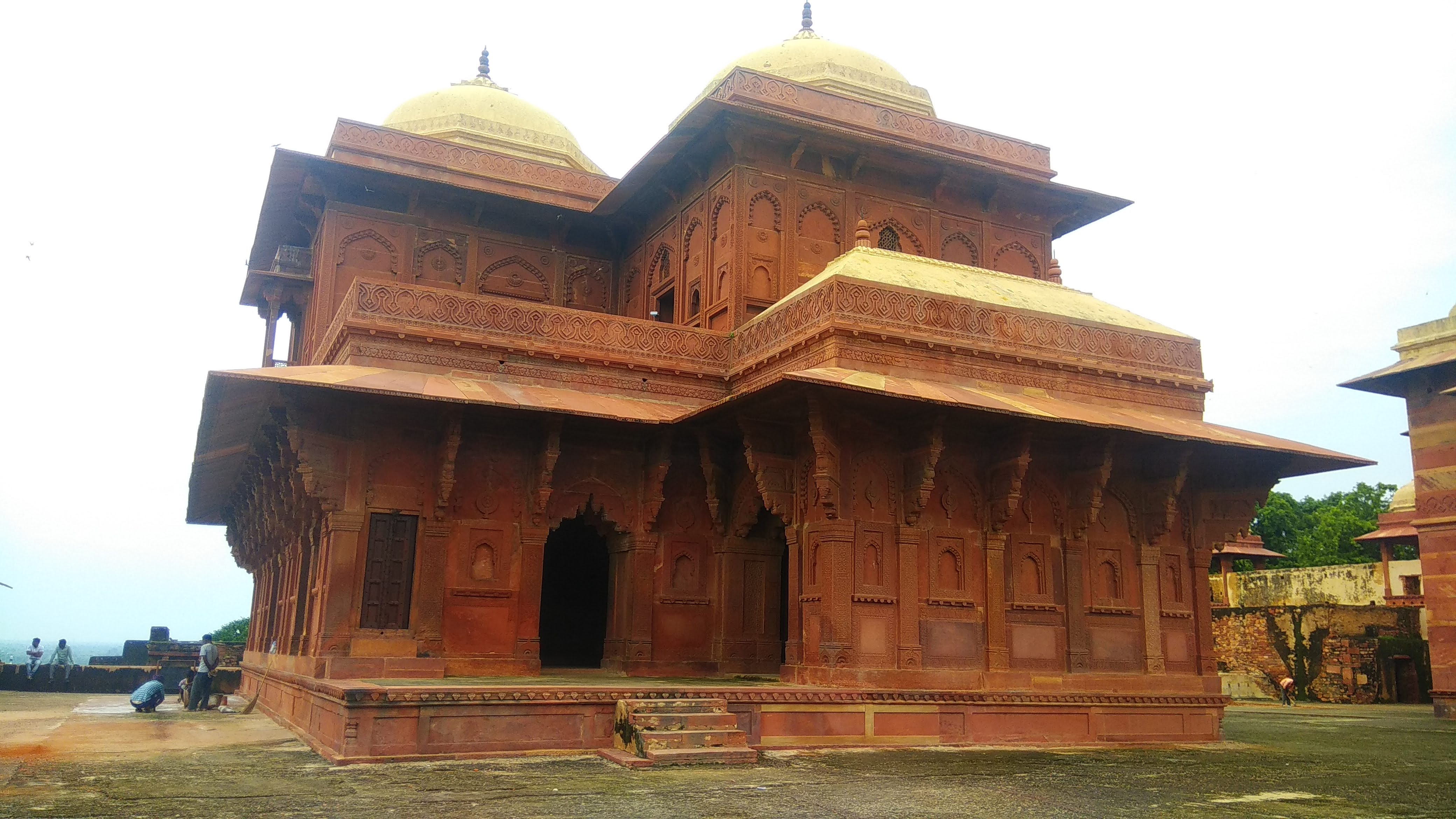
Birbal Bhavan, la casa de Birbal.